# 卡拉季地铁
卡拉季地铁（波斯語：متروی کرج）是位于伊朗卡拉季的地铁系统。该系统是伊朗第六个地铁系统，也是第二个拥有城际地铁线路的城市。

## 路線

### 1號線
卡拉季地鐵1號線是德黑蘭地鐵5號線的延續，該線在厄爾布爾士省共有7個車站，皆已投入運營。包含德黑蘭部分共长67.5公里。

### 2號線
卡拉季地鐵2號線自2005年開始動工，在2023年2月27日開通首段2個車站，長度6.5公里，2號線目前僅在每週二、四和日的11:00至13:00提供服務。同年11月2號線在既有路段上新增1站，该站原定8月开通，之后延至11月。2號線未來將延伸，在卡拉季地鐵站與1號線交會。